# Marcel Katz
Pour les articles homonymes, voir Katz.
Marcel Katz, né le 9 novembre 1896 à Soleure et mort le 10 juillet 1975, est un footballeur international suisse. Il évoluait au poste de milieu de terrain.

## Biographie

### En club
Marcel Katz est joueur des Old Boys durant sa carrière,.

### En équipe nationale
International suisse, Marcel Katz dispute quatre matchs sans aucun but inscrit en équipe nationale suisse de 1923 à 1924,.
Il dispute son premier match le 22 avril 1933 contre la France en amical (match nul 2-2 à Paris).
Il fait partie du groupe suisse médaillé d'argent aux Jeux olympiques de 1924 mais ne dispute aucun match durant le tournoi.
Son dernier match en sélection a lieu le 21 avril 1924 contre le Danemark en amical (victoire 2-0 à Bâle).

## Palmarès

### En sélection
Suisse
- Jeux olympiques :
  -  Argent : 1924.